# へそ天
へそ天（へそてん）とは、猫や犬などの動物が仰向けになって寝る姿の呼び方の一種。「おへそ」を「天（天井）」に向けて寝る姿から由来する姿勢を表す名称。　別名『猫の開き』

## 解説
野生の動物は外敵に襲われる危険がある為、仰向けに寝ることは極めて少ないが、飼い猫・飼い犬のように安全な環境におり安心して暮らす動物は無防備になり、へそ天姿になることがある。安全な環境下にある猫・犬でも個々の性格によってへそ天の姿を全くしないこともある。
通常はリラックスしている犬、猫に見られる姿であるが、動物同士が争った際に、相手への服従の意思を示す為にへそ天姿になる場合もある。

## 出版物
世界初となるネコの「へそ天」姿を集めた写真集が2020年1月30日に刊行。
- 写真集『へそ天にゃんこ』 - 三笠書房、2020年1月30日、ISBN 9784837928140